# Itaj al-Barud
Itaj al-Burdż (arab. إيتاي البارود) – miasto w Egipcie, w muhafazie Al-Buhajra. W 2006 roku liczyło 40 744 mieszkańców.